# بدر الطاهر
بدر ناصر الطاهر، لاعب كرة قدم كويتي سابق. يلعب مع نادي النصر الكويتي وكانت بدايته في نادي اليرموك ثم انتقل على سبيل الاعاره لـ نادي النصر الكويتي. وهو أخ اللاعب يعقوب الطاهر لاعب نادي الكويت.